# Angela Duckworth
Angela Lee Duckworth, född 1970, är en amerikansk akademiker, psykolog och författare. I hennes bok Grit: The Power of Passion and Perseverance populariserade hon begreppet "grit" för allmänheten. Hon har studerat vid Harvard University, Oxfords universitet och University of Pennsylvania.